# 飯銅

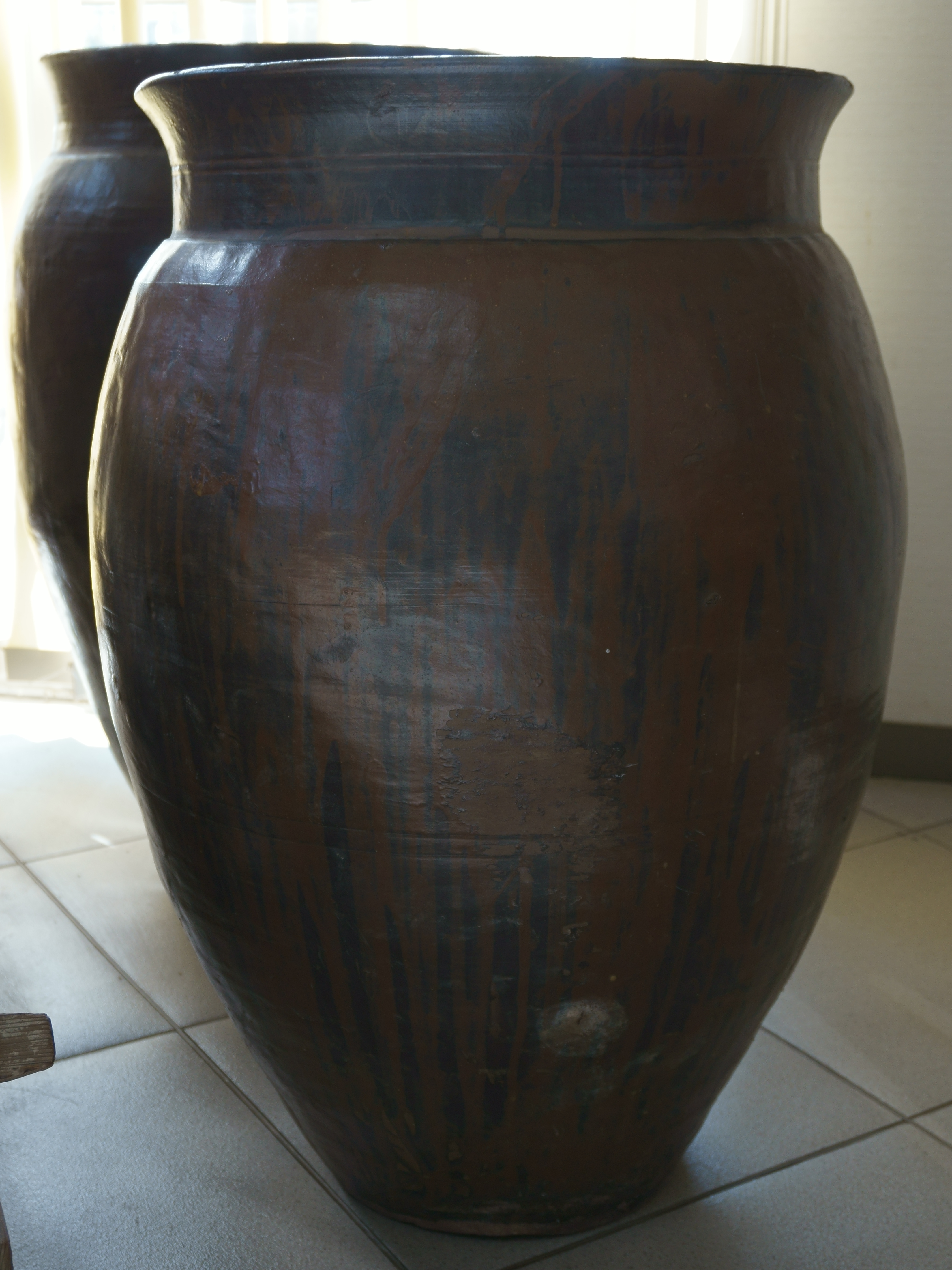
飯銅

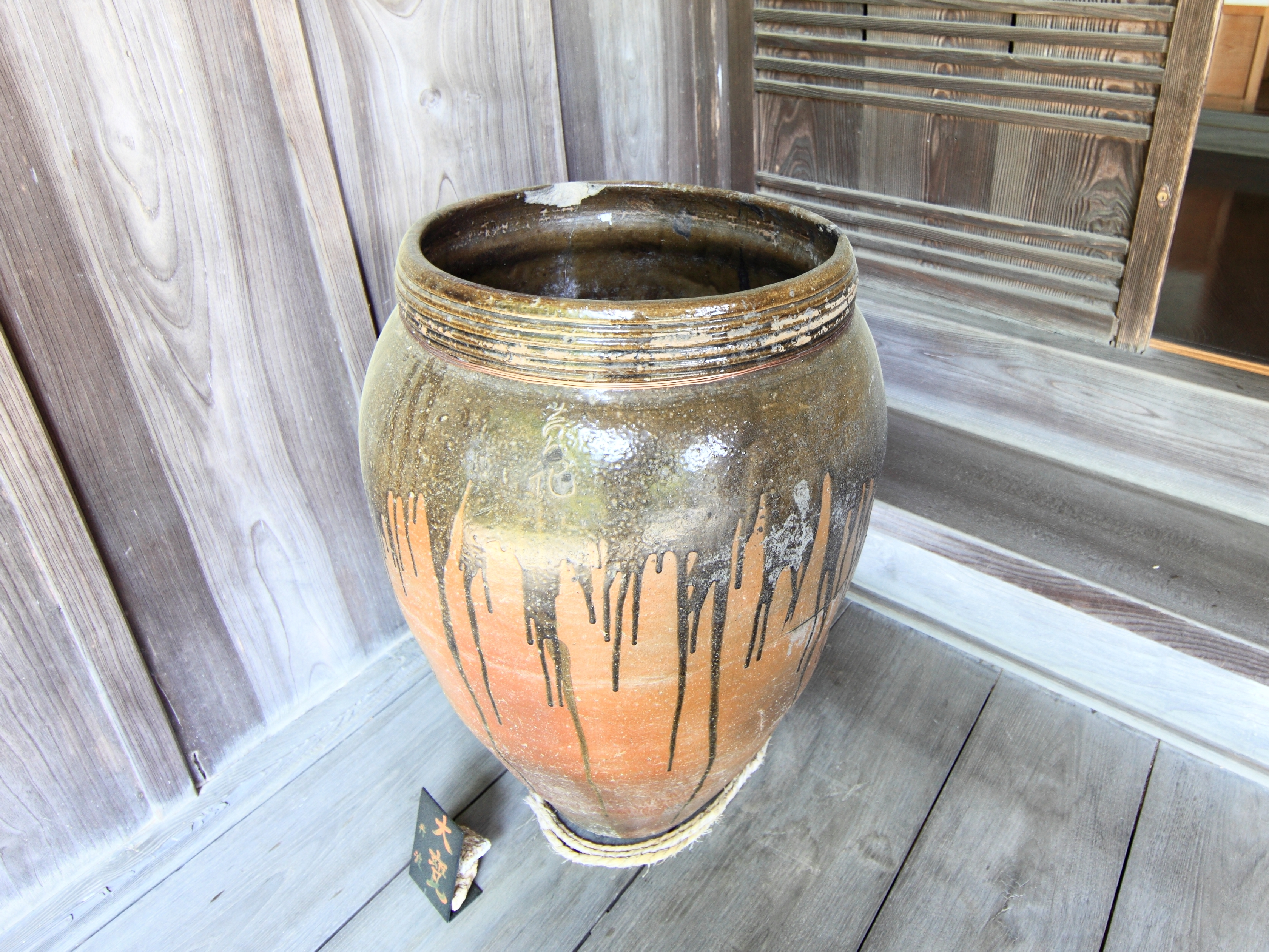
丹波焼の飯銅

飯銅（はんどう）は水を貯蔵するための大型の粗陶器（水瓶（水甕））である。「半銅」あるいは「飯胴」とも書く。また、「はんど」とも呼ばれ「半斗」と表記されることもある。飯銅は台所で飲用水を汲み置くためなどに利用されてきたが、漬物を漬けたり味噌の醸造にも用いられる。石見焼や温泉津焼の茶褐色の飯銅は耐水性や耐酸性が高いことで「石見丸物」として特に有名である。なお、大型の水瓶である飯銅の形状をした茶壺や火鉢を「飯銅」と呼ぶことがある。